# Lesya Kalytovska
Lesya Mykhailivna Kalytovska (em ucraniano:  Леся Михайлівнаborn Калитовська; Oblast de Lviv, 13 de fevereiro de 1988) é uma ciclista olímpica ucraniana.
Kalytovska representou sua nação nos Jogos Olímpicos de Verão de 2012 na prova de perseguição por equipes, em Londres.